# Гібридне слово
Гібридне слово — це слово, яке етимологічно походить від принаймні двох мов.

## Опис
Найбільш поширена форма гібридного слова в українській мові об'єднує грецькі і латинські частини. Оскільки багато префіксів і суфіксів і англійською мовою мають латинську або грецьку етимологію. Гібриди з частинами, що мають різне походження, раніше вважалися варваризмами.

## Приклади
- Вексилологія
- Меритократія
- Пандеїзм
- Соціологія